# آلفا مگس جنوبی
آلفا مگس جنوبی یک ستاره است که در صورت فلکی مگس جنوبی قرار دارد.